# Yael Grobglas
Yael Grobglas, född 31 maj 1984 i Paris, är en fransk-israelisk skådespelare.
Grobglas har bland annat medverkat i TV-serierna Reign (2013-2014) och Jane the Virgin (2014-2019). Hon har även medverkat i filmen Jeruzalem från 2015.

## Filmografi (i urval)
- 2013–2014 – Reign (TV-serie)
- 2014–2019 – Jane the Virgin (TV-serie)
- 2015 – Jeruzalem